# Apogonia buettikoferi
Apogonia buettikoferi är en skalbaggsart som beskrevs av Conrad Ritsema 1896. Apogonia buettikoferi ingår i släktet Apogonia och familjen Melolonthidae. Inga underarter finns listade i Catalogue of Life.